# 음청사
음청사(陰晴史)는 정치인 김윤식이 쓴 조선의 일기이다. 1881년 9월 1일(고종 18년)부터 1883년 8월 25일 사이에 기록되었다.

## 기록
- 유럽의 전제 군주국 러시아의 정치의 부패를 말하면서 일본과 전쟁을 할 때 누구도 러시아의 패배를 불행히 여기지 않는다.[1]
- 조선의 속방 여부를 논하였던 12월 26일 보정부에서의 회담[2]
- 뒤늦게 개항을 하고 근대화를 하려다 보니 조선 정부 재정의 부실함을 이야기한다.[3]